# Leopoldamys sabanus
Leopoldamys sabanus és una espècie de mamífer rosegador de la família dels múrids. Viu a altituds d'entre 300 i 3.100 msnm a Bangladesh, Cambodja, l'Índia, Laos, Malàisia, Tailàndia i el Vietnam. El seu hàbitat natural són els boscos de plana. És una espècie en risc mínim, és a dir, no sembla que hi hagi cap amenaça significativa per a la seva supervivència. El seu nom específic, sabanus, significa ‘de Sabah’ en llatí.